# Emden
Emden è una città extracircondariale (targa EMD) di 49 523 abitanti abitanti della Bassa Sassonia, in Germania.
 Situata sulla baia del Dollart, è il capoluogo storico della regione della Frisia orientale e si trova a 130 km. a nord-ovest di Brema.

## Sport
Il Kickers Emden è la società calcistica cittadina. Attualmente milita in 3. Liga, la terza serie del calcio tedesco.

## Amministrazione
Nel corso del Novecento il territorio comunale di Emden si è ampliato includendo quello di alcuni comuni dissolti: Borssum e Wolthusen nel 1928, Larrelt e Harsweg nel 1945, Uphusen nel 1946 e, nel 1972, Logumer Vorwerk, Petkum, Twixlum, Widdelswehr e Wybelsum.

### Gemellaggi
La città è gemellata con:
- Hillingdon, dal 1961
- Arcangelo, dal 1989
- Haugesund, dal 2009